# 城之内克也
城之内克也是高橋和希的漫畫作品《遊戲王》中的主要角色之一。他是主角武藤遊戲三個好友之一，也是他最好的朋友。

## 人物
城之內克也是遊戲的同班同學，由於父母離異、父親長期酗酒，使得他成了經常打架滋事的不良少年，國中時代的生活極為荒蕩，曾有被送進少年院的經歷。擅長打架，過去曾因看不順眼武藤遊戲的個性過於懦弱而與本田一同欺負過他；後於被牛尾毆打時被遊戲所保護，遂改過自新並且成為遊戲的朋友。
極為害怕超自然的事物，Death-T甚至曾因此被恐怖雲霄飛車給嚇昏，此外也不喜歡昆蟲。
兩親於幼年時離異，由於父親（聲優：稻田徹）喜好賭博且常於大白天便喝得醉醺醺，一手負責生活費與償還父親的債務；動畫第一作強調此一設定，不過動畫第二作中僅僅描寫雙親離異之事。
妹妹是川井靜香（由於父母離異而從母姓），自幼患有眼疾，為了籌措妹妹的醫療費用而參加決鬥者王國的比賽，雖然只取得亞軍，但獲得優勝的武藤遊戲把獎金讓給自己讓靜香的眼睛也因此痊癒。
是武藤遊戲最好的朋友，為人樂天、熱情、重義氣，在故事初期的決鬥技術不佳（連杏子都能打贏），但進步速度非比尋常。對於實力堅強的遊戲是抱著拚命的追趕的態度，不論是表遊戲還是闇遊戲，這兩人的實力對城之內而言是遙不可及卻又值得挑戰的對手。之後參加戰鬥城市大賽為了再度和闇遊戲決鬥一場，不過兩人在戰鬥城市的決鬥並沒有分出明言誰勝誰負，而是留給讀者想像。常被海馬瞧不起，海馬常以各式蔑稱來稱呼他，初期為「喪家犬」，之後則是「外行人」、「懶骨頭的馬（來歷不明的人）」、「軟腳蝦」，但在城之內差點打敗闇馬利克的瞬間，海馬打從心底認定城之內是真正的決鬥者。和孔雀舞自從在決鬥者王國一戰過後之間開始有著若有似無的曖昧情感，孔雀舞在戰鬥城市末期及動畫原創的杜馬篇中表現出帶有矜持的好感，但自己卻相當遲鈍。

## 劇中表現
在戰鬥城市篇中的初期敗給獵卡集團，在闇遊戲為自己獲勝之後與他訂下再戰之約。是唯一一位打入四強的非神之卡擁有者，在與闇馬利克‧伊修達爾的決鬥中受到太陽神攻擊後，因為體力和精神無法在黑暗遊戲中支撐導致落敗，但在決鬥技術和精神層面上都已經戰勝了闇馬利克也戰勝太陽神。
在杜馬篇時在與瓦龍的對決中本身就已受到重傷，瓦龍被擊敗後強撐著與孔雀舞對決，最後因體力不支而敗北導致靈魂被奪走，以犧牲自己的靈魂換取孔雀舞的回心轉意。
在二十周年紀念劇場版中，因藍神之故掉入黑暗次元差點喪命，幸得亞圖姆的救助才得以逃出，回到現實世界後，體貼至今仍思念亞圖姆的遊戲並未說出曾見過亞圖姆的事。
在遊戲王GX動畫版中並無真正出場，僅有照片出現於十代回到過去時所撿拾的報紙上，以及貝卡斯所說認識中最佩服的決鬥者中的第三名；而在漫畫版中，城之內有以背影出現於十代所說的「傳說的決鬥者」之中。

## 持有牌組
使用戰士牌組，戰鬥怪獸皆以戰士族、獸戰士族為主，早期是僅重視怪獸的全怪獸牌組中總是落敗，後來收下武藤遊戲送的「時間魔術師」作為兩人友情的象徵，也接受遊戲的建議而增加魔法和陷阱卡。與龍崎戰鬥後獲得「真紅眼黑龍」成為自己的代表卡。牌組之中擁有多張以骰子、猜謎、輪盤為主題的卡，都是賭博性質很重的魔法卡或陷阱卡經常透過絕佳的運氣扭轉戰局，堅持只要相信自己的牌組不論運氣如何都能創造奇蹟來克服劣勢，不過也因此在Ｒ中被本田吐槽比起決鬥者更像是賭徒。

## 配音員
【日本】
- 森川智之（動畫第一作）
- 高橋廣樹（動畫第二作）

【台灣】
- （動畫第一作三立都會台版、動畫第二作）
- 劉明勳（動畫第一作華視版）
- 何志威（次元的黑暗面）

【香港】
- 黃志成（動畫第二作）